# Бивер, Николаус
Николаус Бивер (нем. Nikolaus Biewer; 24 января 1922 — 16 ноября 1980) — немецкий футболист, защитник. Выступал за сборную Саара.

## Биография

### Клубная карьера
Начинал игровую карьеру в военные годы в клубе «Альтенкессель». В 1945 году перешёл в ФК «Саарбрюккен». В его составе играл во внутренних турнирах Саара, в сезоне 1948/49 клуб выступал во французской Лиге 2, в качестве гостевой команды, а с 1950-х годов был допущен в немецкую систему лиг.

### Карьера в сборной
Дебютировал за сборную Саара 22 ноября 1950 года в товарищеском матче со второй сборной Швейцарии (5:3). Этот матч также был первым в истории сборной Саара. В 1951—52 годах Бивер принял участие во всех пяти товарищеских встречах сборной, а в 1953—54 годах сыграл в трёх (из четырёх) матчах в рамках отборочного турнира чемпионата мира 1954. Последний матч за сборную Саара провёл 26 сентября 1954 против сборной Югославии (1:5).